# Урума

Урума́ (яп. うるま市, うるまし, МФА: [uɾuma ɕi̥]?) — місто в Японії, в префектурі Окінава.     Отримало статус міста 2005 року. Площа становить 86,08 км². Станом на 1 липня 2012 року населення складало 117 891  осіб, густота населення — 1370 осіб/км².     

## Історія
Протягом 1429–1871 років територія майбутнього міста входила до складу Рюкюської держави. 1871 року остання була перетворена на японський автономний уділ Рюкю. 1879 року цей уділ анексувала Японська імперія, яка перетворила його на префектуру Окінава.
Урасое отримало статус міста 1 квітня 2005 року.